# Fenobarbital
Fenobarbital je derivat barbituratne kiseline, koji deluje kao neselektivni depresant centralnog nervnog sistema. On promoviše vezivanje za inhibitorni tip receptora gama-aminobuterine kiseline, i moduliše protok hlorida kroz receptorske kanale. On snažno inhibira glutamatom indukovane depolarizacije.

## Spoljašnje veze
|  | Molimo Vas, obratite pažnju na važno upozorenje u vezi sa temama iz oblasti medicine (zdravlja). |